# Marina Rice Bader
Pour les articles homonymes, voir Bader.
Marina Rice Bader est une productrice, réalisatrice, scénariste et actrice américaine.

## Biographie
En 2010 et 2012, Marina Rice Bader a travaillé en collaboration avec Nicole Conn pour les films Elena Undone et A Perfect Ending. Ouvertement lesbienne, elle n'a tourné jusqu'à présent que des films saphiques. À 52 ans, après avoir élevé ses trois enfants, elle se découvre lesbienne en tombant amoureuse de Nicole Conn. Elles sont séparées depuis.

## Filmographie

### Productrice
- 2010 : Elena Undone
- 2012 : A Perfect Ending
- 2015 : Raven's Touch
- 2016 : Ava's Impossible Things

### Réalisatrice
- 2014 : Anatomy of a Love Seen
- 2015 : Raven's Touch
- 2016 : Ava's Impossible Things

prochainement
- Alien Jane at the Shangri-La

### Scénariste
- 2014 : Anatomy of a Love Seen
- 2016 : Ava's Impossible Things

prochainement
- Alien Jane at the Shangri-La

### Actrice
- 2014 : Anatomy of a Love Seen